# Fanuel Massingue
Fanuel Massingue (sinh ngày 19 tháng 12 năm 1982) là một cầu thủ bóng đá người Mozambique thi đấu cho HCB Songo ở Moçambola. Anh được triệu tập vào Đội tuyển bóng đá quốc gia Mozambique tại Cúp bóng đá châu Phi 2010.